# Холевая кислота
Холевая кислота (3α, 7α, 12α-тригидрокси-5β-холан-24-овая кислота) — монокарбоновая триоксикислота из группы жёлчных кислот.
Холевая кислота (C24H40O5), является продуктом распада гликохолевой и таурохолевой кислот; кристаллизуется из спирта, с одной частицей кристаллизационного спирта, в виде бесцветных блестящих октаэдров, легко выветривающихся на воздухе, почти нерастворимых в воде и легко растворимых в спирте и эфире. Растворы холевой кислоты и её солей вращают плоскость поляризации вправо. Холевая кислота — одноосновная кислота. Плавится при 195 °C. При кипячении с уксусным ангидридом образует двууксусный эфир. При осторожном окислении хромовой кислотой в уксусном растворе переходит в дегидрохолевую кислоту C24H34O5, плавящуюся при 231—232°С. При окислении азотной кислотой или хамелеоном (KMnO4) образует холановую кислоту С24Н36О7 (плавится при 285 °C), билиановую кислоту С24Н34О8 (плавится при 269 °C) и изомерную с ней изобилиановую. При окислении хамелеоном в щелочном растворе образует цилиановую кислоту С20Н30О10 (плавится при 242 °C), а при более сильном окислении переходит в ортофталевую кислоту С6Н4(СООН)2. С йодом холевая кислота образует, подобно крахмалу, синее соединение.
Холевая кислота в капсулах (Cholbam) была одобрена для лечения заболеваний, обусловленных нарушением синтеза жёлчной кислоты
из-за дефекта одного фермента или пероксисомальных нарушений (включая заболевания относящиеся к
спектру нарушений Цельвегера).

## Роль в физиологии пищеварения
Холевая кислота — одна их двух важнейших для человеческого организма жёлчных кислот (вторая — хенодезоксихолевая), относящихся к так называемым первичным жёлчным кислотам, образующихся в гепатоцитах печени при окислении холестерина. Скорость синтеза холевой кислоты у взрослого человека в норме примерно 200—300 мг/сутки. В жёлчном пузыре холевая кислота присутствует главным образом в виде конъюгатов — парных соединений с глицином и таурином. При конъюгировании с глицином образуются гликохолевая, а с таурином (точнее, с продуктом деградации цистеина — предшественника таурина) — таурохолевая кислоты.

## Пищевая добавка
Холевая кислота входила в список «пищевые добавки для производства пищевых продуктов, не оказывающие (с учётом установленных регламентов) по данным современных научных исследований вредного воздействия на жизнь и здоровье человека и будущих поколений». Индекс E1000, технологическая функция — эмульгатор.
В настоящее время холиевая кислота исключена из списка постановлением Главного государственного санитарного врача РФ от 23 декабря 2010 г. N 168 "Об утверждении СанПиН 2.3.2.2795-10 "Дополнения и изменения N 3 к СанПиН 2.3.2.1293-03 "Гигиенические требования по применению пищевых добавок.